# 싱가포르 MRT 다운타운선
싱가포르 MRT 다운타운선(Downtown MRT line, DTL)은 싱가포르의 MRT(Mass Rapid Transit) 노선이다. 이 노선은 북서쪽에 있는 부킷판장(Bukit Panjang)역에서 도심을 순환하는 순환선을 거쳐 동쪽에 있는 엑스포(Expo)역까지 운행된다. 철도 지도에서 파란색으로 표시된 이 노선은 34개의 역을 운행하며 모두 지하에 있다. DTL은 개통되는 다섯 번째 MRT 노선이자 완전히 지하화되는 세 번째 노선이다. SBS 트랜싯이 노스이스트선에 이어 운영하는 두 번째 MRT 노선이다. 또한 부기스(Bugis)에서 엑스포(Expo) 역까지 지리적으로 거의 평행하게 운행되는 이스트웨스트선(East-West Line)의 대안 역할도 한다.
원래는 3개의 별도 노선으로 계획되었으나 2007년에 이 노선들이 다운타운 라인으로 통합되어 3단계에 걸쳐 건설이 시작되었다. 부기스에서 차이나타운 역까지의 1단계는 2013년 12월에 개통되었으며, 이어서 Bukit Panjang에서 Rochor 역까지의 2단계가 2015년 12월에 개통되었다. 세 번째이자 마지막 단계인 포트캐닝에서 엑스포역까지, 2017년 10월 개통되었다. 41.9km(26.0마일) 길이의 DTL은 2017년 기준 싱가포르에서 가장 긴 지하철 및 자동화 고속철도 노선이다. 봄바디어 무비아 C951 전기 다중 장치(EMU)를 활용하고 3량 편성으로 운행된다.
이 노선은 2020년대와 2030년대에 새로운 역과 연장선을 갖게 될 예정이다. 2단계의 일부로 처음 건설된 충전소인 흄(Hume)은 2025년에 운영을 시작할 계획이다. 시린과 순게이 베독으로 구성된 2개 스테이션 확장인 3e단계는 건설 중이며 2026년에 운영을 시작할 예정이다. 2026년까지 , 길이는 약 45킬로미터(28마일)이며 37개 역이 있으며 매일 50만 명 이상의 통근자가 운행할 것이다. 숭게이 카두트에서 노스사우스선과 연결되는 연장도 계획 중이며 2030년대에 개통될 예정이다.

## 역사
- 2013년 12월 22일 - 부기스 역 ~ 차이나타운 역 구간 개통
- 2015년 12월 27일 - 부킷판장 역 ~ 부기스 역 구간 개통
- 2017년 10월 21일 - 차이나타운 역 ~ 엑스포 역 구간 개통
- 2025년 2월 28일 - 흄 역 개통

## 역 목록
| 역번호     | 역명            | 역명             | 역명       | 역명         | 환승                                          | 거리 (km) | 거리 (km) |
| 역번호     | 한국어          | 영어             | 중국어     | 타밀어       | 환승                                          | 거리 (km) | 거리 (km) |
| ---------- | --------------- | ---------------- | ---------- | ------------ | --------------------------------------------- | --------- | --------- |
| 다운타운선 |                 |                  |            |              |                                               |           |           |
| DT1        | 부킷 판장       | Bukit Panjang    | 武吉班让   | புக்கிட் பாஞ்சாங்    | ● 부킷판장선                                  |           |           |
| DT2        | 캐슈            | Cashew           | 凯秀       | முந்திரி         |                                               |           |           |
| DT3        | 힐뷰            | Hillview         | 山景       | ஹில்வியூ         |                                               |           |           |
| DT4        | 흄              | Hume             | 谦道       | ஹியூம்          |                                               |           |           |
| DT5        | 뷰티 월드       | Beauty World     | 美世界     | அழகு உலகம்     |                                               |           |           |
| DT6        | 킹 알버트 파크  | King Albert Park | 阿尔柏王园 | கிங் ஆல்பர்ட் பார்க் | ● 크로스아일랜드선 (공사중)                   |           |           |
| DT7        | 식스애 비뉴     | Sixth Avenue     | 第六道     | சிக்ஸ்த் அவென்யூ    |                                               |           |           |
| DT8        | 탄카키          | Tan Kah Kee      | 陈嘉庚     | டான் கா கீ       |                                               |           |           |
| DT9        | 보타닉 가든     | Botanic Gardens  | 植物园     | பூ மலை         | ● 서클선                                      |           |           |
| DT10       | 스티븐스        | Stevens          | 史蒂芬     | ஸ்டீவன்ஸ்        | ● 톰슨-이스트 코스트선                        |           |           |
| DT11       | 뉴턴            | Newton           | 纽顿       | நியூட்டன்        | ● 남북선                                      |           |           |
| DT12       | 리틀 인디아     | Little India     | 小印度     | லிட்டில் இந்தியா    | ● 동북선                                      |           |           |
| DT13       | 로초            | Rochor           | 梧槽       | ரோச்சோர்         |                                               |           |           |
| DT14       | 부기스          | Bugis            | 武吉士     | பூகிஸ்          | ● 동서선                                      |           |           |
| DT15       | 프로머나드      | Promenade        | 宝门廊     | புரொமனாட்        | ● 서클선                                      |           |           |
| DT16       | 베이프론트      | Bayfront         | 海湾舫     | பேஃபிரண்ட்       | ● 서클선                                      |           |           |
| DT17       | 다운타운        | Downtown         | 市中心     | டௌன்டவுன்        |                                               |           |           |
| DT18       | 텔록 아이어     | Telok Ayer       | 直落亚逸   | தெலுக் ஆயர்      |                                               |           |           |
| DT19       | 차이나타운      | Chinatown        | 牛车水     | சைனாடவுன்        | ● 동북선                                      |           |           |
| DT20       | 포트 캐닝       | Fort Canning     | 福康宁     | ஃபோர்ட் கெனிங்     |                                               |           |           |
| DT21       | 벤쿨렌          | Bencoolen        | 明古连     | பென்கூலன்        | ● 서클선                                      |           |           |
| DT22       | 잘란 베사르     | Jalan Besar      | 惹兰勿刹   | ஜாலான் புசார்      |                                               |           |           |
| DT23       | 벤디미어        | Bendemeer        | 明地迷亚   | பெண்டிமியர்       |                                               |           |           |
| DT24       | 게일랑 바루     | Geylang Bahru    | 芽笼峇鲁   | கேலாங் பாரு       |                                               |           |           |
| DT25       | 마타르          | Mattar           | 玛达       | மாத்தார்         |                                               |           |           |
| DT26       | 맥퍼슨          | MacPherson       | 麦波申     | மெக்பர்சன்       | ● 서클선                                      |           |           |
| DT27       | 우비            | Ubi              | 乌美       | உபி           |                                               |           |           |
| DT28       | 카키 부킷       | Kaki Bukit       | 加基武吉   | காக்கி புக்கிட்     |                                               |           |           |
| DT29       | 베독 노스       | Bedok North      | 勿洛北     | பிடோக் நார்த்      |                                               |           |           |
| DT30       | 베독 레저보와   | Bedok Reservoir  | 勿洛蓄水池 | பிடோக் ரெசவோர்     |                                               |           |           |
| DT31       | 탬피니스 웨스트 | Tampines West    | 淡滨尼西   | தெம்பினிஸ் வெஸ்ட்    |                                               |           |           |
| DT32       | 탬피니스        | Tampines         | 淡滨尼     | தெம்பினிஸ்        | ● 동서선                                      |           |           |
| DT33       | 탬피니스 이스트 | Tampines East    | 淡滨尼东   | தெம்பினிஸ் ஈஸ்ட்    |                                               |           |           |
| DT34       | 어퍼 창이       | Upper Changi     | 樟宜上段   | அப்பர் சாங்கி     |                                               |           |           |
| DT35       | 엑스포          | Expo             | 博览       | எக்ஸ்போ         | ● 창이공항 지선 ● 톰슨-이스트 코스트선 (미래) |           |           |
| DT36       | 실린            | Xilin            | 锡林       | சீலின்          |                                               |           |           |
| DT37       | 숭에이 베독     | Sungei Bedok     | 双溪勿洛   | சுங்கை பிடோக்      | ● 톰슨-이스트 코스트선 (공사중)               |           |           |

## 같이 보기
- 싱가포르 MRT